# Mai 1792

## Événements

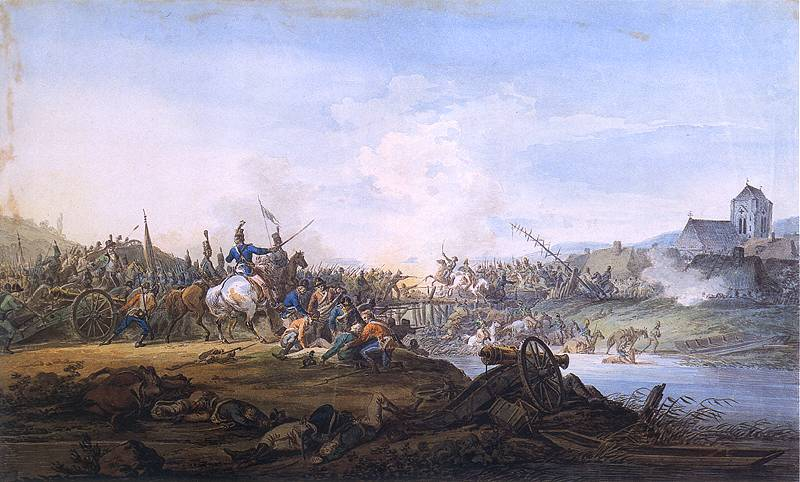
Mai : La guerre russo-polonaise de 1792, par Alexander Orłowski.

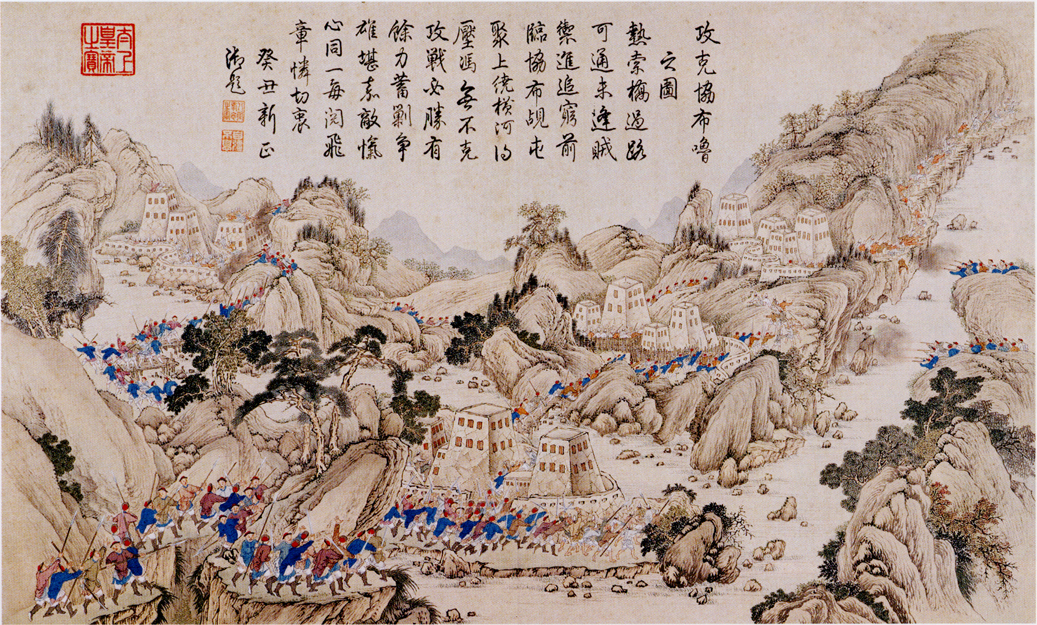
Mai, guerre sino-népalaise : les Gurkhas sont chassés du Tibet par les forces sino-tibétaines.

- 9 mai, France : Joseph Servan devient ministre de la guerre (fin le 6 octobre). Dumouriez aux Affaires étrangères (fin le 12 juin).

- 10 mai : Union Bank est fondée à Boston[1]. En 1925, Union Bank fusionne avec State Street Trust Company qui est aujourd'hui State Street Corporation.

- 11 mai : expédition du Columbia. Robert Gray est le premier à entrer dans le fleuve Columbia, qu'il nomme d'après le nom de son navire, Columbia Rediviva[2].

- 17 mai : l'Accord de Buttonwood est signé par vingt-quatre traders new-yorkais, marquant la naissance de la bourse de Wall Street[3].

- 18 mai : les troupes russes envahissent la Pologne avec 97 000 hommes, malgré la résistance de la petite armée polonaise (37 000 hommes) commandée par le prince Józef Poniatowski. Stanislas Auguste, assisté de Hugo Kołłątaj, essaye de négocier. Catherine refuse et oblige le roi à adhérer à la confédération, ce qu'il fait le 24 juillet[4]. Les troupes russes se répandent dans le pays, rejointes par les armées prussiennes qui occupent la Grande-Pologne, Danzig et Thorn.

- 27 mai, France : décret contre les prêtres réfractaires.

- 29 mai, France :
  - décret sur le licenciement de la garde constitutionnelle du Roi, un corps soupçonné d'opinions contre-révolutionnaires ;
  - le duc de Cossé-Brissac (1734-1792), commandant en chef de la garde constitutionnelle, est décrété d'accusation, pour avoir fait régner dans ce corps un esprit contre-révolutionnaire et avoir fait prêter à ses hommes le serment d'accompagner le roi partout où il se rendrait.

## Naissances
- 1er mai : Thomas Gousset, cardinal et théologien français († 22 décembre 1866).
- 6 mai : Martin Ohm (mort en 1872), mathématicien allemand.
- 13 mai : Giovanni Maria Mastai-Ferretti, futur pape Pie IX († 7 février 1878).
- 21 mai : Gaspard-Gustave Coriolis (mort en 1843), mathématicien et ingénieur français.

## Décès
- 18 mai : Charles-Simon Favart, dramaturge français (1710-1792).